# Rhinolophus osgoodi
Rhinolophus osgoodi és una espècie de ratpenat de la família dels rinolòfids. Viu a la Xina. El seu hàbitat natural són en coves. No hi ha cap amenaça significativa per a la supervivència d'aquesta espècie.
Fou anomenat en honor del mastòleg estatunidenc Wilfred Hudson Osgood.